# Agent général du clergé
 (septembre 2018).
Un agent général du clergé, durant l'Ancien Régime, est un personnage administratif chargé de la gestion des biens de l'Église. Il en existe dans les provinces de France, mais aussi pour l'ensemble du royaume.